# Zorzines obsoleta
Zorzines obsoleta là một loài bướm đêm trong họ Noctuidae.